# Chlorobiia
Classe
Synonymes
- Chlorobiia Cavalier-Smith 2020
- Chlorobiia corrig. Whitman et al. 2018
- Chlorobea Cavalier-Smith 2002

Les Chlorobiia sont une classe de bactéries à Gram négatif de l'embranchement des Chlorobiota. Son nom provient de Chlorobiales qui est l'ordre type de cette classe.
En 2022 selon la LPSN (12 décembre 2022) cette classe ne comporte qu'un seul ordre, les Chlorobiales Gibbons & Murray 1978. La publication du nom « Chlorobiia » n'est pas considérée comme valide par l'ICSP.